# 17770 Baumé
A 17770 Baume (ideiglenes jelöléssel 1998 EU11) a Naprendszer kisbolygóövében található aszteroida. Eric Walter Elst fedezte fel 1998. március 1-én.